# 拉戈阿
拉戈阿是巴西帕拉伊巴州的一个市镇。总面积177.9平方公里，总人口4884人，人口密度27.5人/平方公里。